# Kettinglijn (fiets)

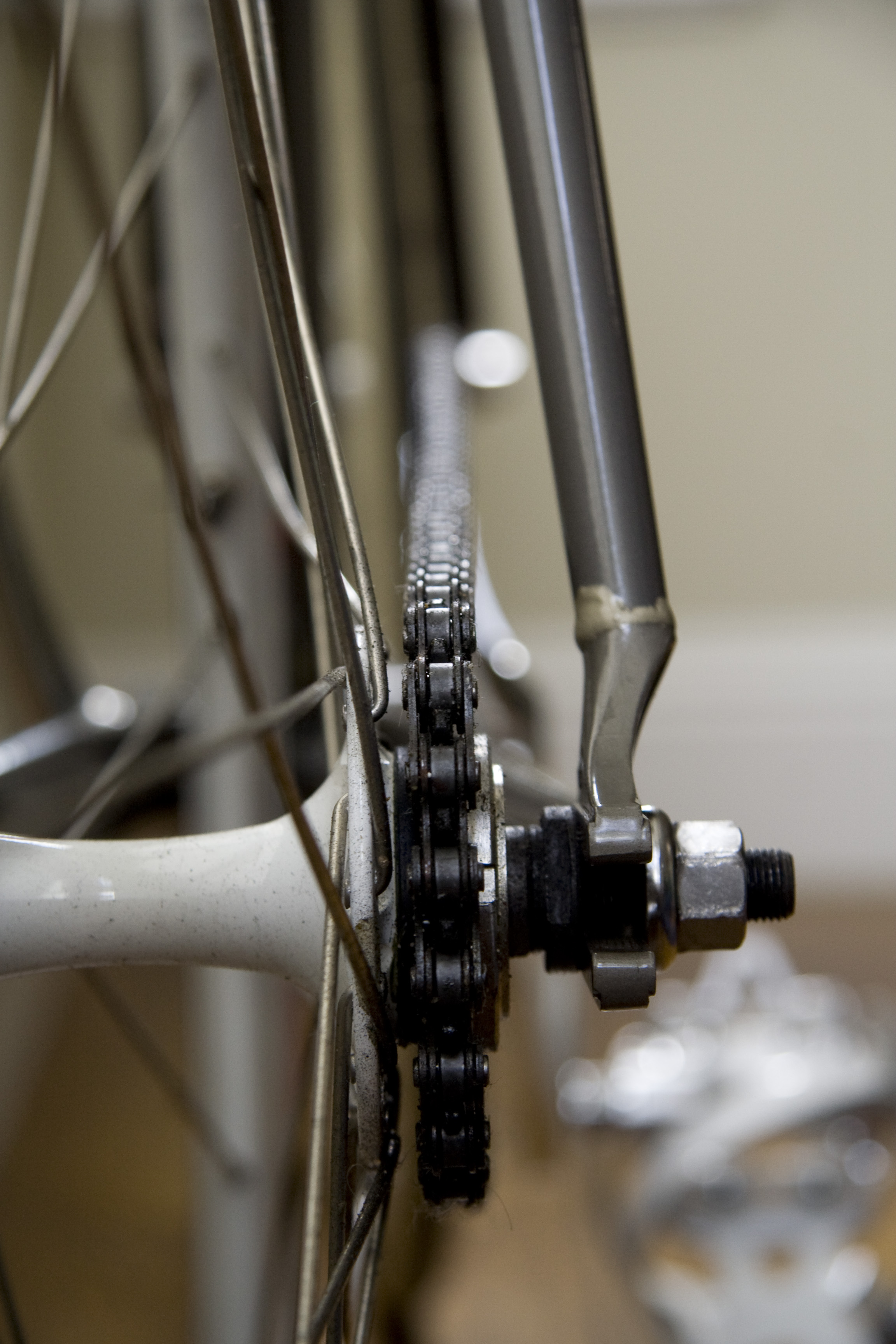
Kettinglijn op een fiets zonder versnellingen

De kettinglijn van een fiets is de hoek van de fietsketting ten opzichte van het frame. Een evenwijdige loop met een uitlijning van het voorste kettingwiel met het achterste, levert een betere kettinglijn op. Daarnaast wordt de kettinglijn ook wel als afstandsmaat gebruikt tussen de hartlijn van het frame en het midden van voor- of achterkettingwiel(en). Een geoptimaliseerde kettinglijn vermindert vooral slijtage aan de ketting en kettingwielen.
De vormgeving van het frame en onderdelen zoals trapas, crankstel en achternaaf, zijn van grote invloed op de kettinglijn. Versnellingsmechanieken met een cassette, meerdere voorbladen en derailleurs hebben een meer omslachtige bepaling van de betere kettinglijn. Bij een naafversnelling kan een constante ideale kettinglijn worden behaald met verschillende verzetten. 